# Contea di Lujiang
La contea di Lujiang (庐江县S, Lújiāng XiànP) è una contea della Cina, situata nella provincia dell'Anhui.